# Divoký styl (graffiti)

Ukázka wildstylu

Divoký styl (anglicky wildstyle, rusky дикий стиль) je komplikovaná a pro nezúčastněné či začínající aktéry chaotická forma graffiti. Tato forma graffiti obvykle zahrnuje propletená a překrývající se písmena a tvary. To může zahrnovat šípy, hroty a další dekorativní prvky v závislosti na použité technice. Díky mnoha vrstvám a tvarům je extrémně obtížné homogenně vyrobit tento styl, a proto je vývoj originálního stylu v této oblasti považován za jednu z největších uměleckých výzev pro autory graffiti. Divoké kousky jsou nejsložitější formou kusového („mistrovského“) písma, což je fáze vyšší než rychlé zjednodušené stylizované dopisy známé jako „vypalovačky“.

## Definice
Wildstyle běžně zahrnuje sadu šípů, křivek a písmen, které byly tak transformovány, aby byly vykresleny tajemně před očima umělců bez graffiti. Běžnou praxí bylo také začlenit formy díla 3D prvky. Struktury písmen se proto vykreslují, aby se přidala hloubka vizuálního vnímání díla. Mnoho umělců přidává do svého divokého stylu různé prvky, které tomuto autorovi získávají na graffiti scéně velkou úctu, zvláště pokud si vytváří svůj vlastní styl a zůstává originální a kreativní. Veteránští umělci inklinují k komplikovanějším formám divokého stylu, ve kterých jsou jednotlivá písmena těžko čitelná, ale naopak jsou široká v kreativitě. Osvojení vlastního stylu je klíčem k dosažení tohoto úspěchu.